# Андора на Светском првенству у атлетици у дворани 2001.
Андора је учествовала на 8. Светском првенству у атлетици у дворани 2001. одржаном у одржаном у Лисабону од 9. до 11. марта. Ово је њено шесто учешће на светским првенствима у дворани. Репрезентацију Андоре представљао је један атлетичар, који су се такмичио у трци на 60 метара препоне..
Андора није освојила ни једну медаљу нити је постигнут неки рекорд.

## Учесници
Мушкарци:
- Серђи Раја Бланко — 60 м са препонама

## Резултати

### Мушкарци
| Атлетичар         | Дисциплина   | Лични рекорд | Квалификација | Квалификација | Полуфинале           | Полуфинале           | Финале               | Финале       | Детаљи |
| Атлетичар         | Дисциплина   | Лични рекорд | Резултат      | Место         | Резултат             | Место                | Резултат             | Место        | Детаљи |
| ----------------- | ------------ | ------------ | ------------- | ------------- | -------------------- | -------------------- | -------------------- | ------------ | ------ |
| Серђи Раја Бланко | 60 м препоне |              | 8,45          | 8. у гр. 1    | Није се квалификовао | Није се квалификовао | Није се квалификовао | 21 / 23 (24) |        |